# Asie centrale

La définition commune de l'Asie centrale.

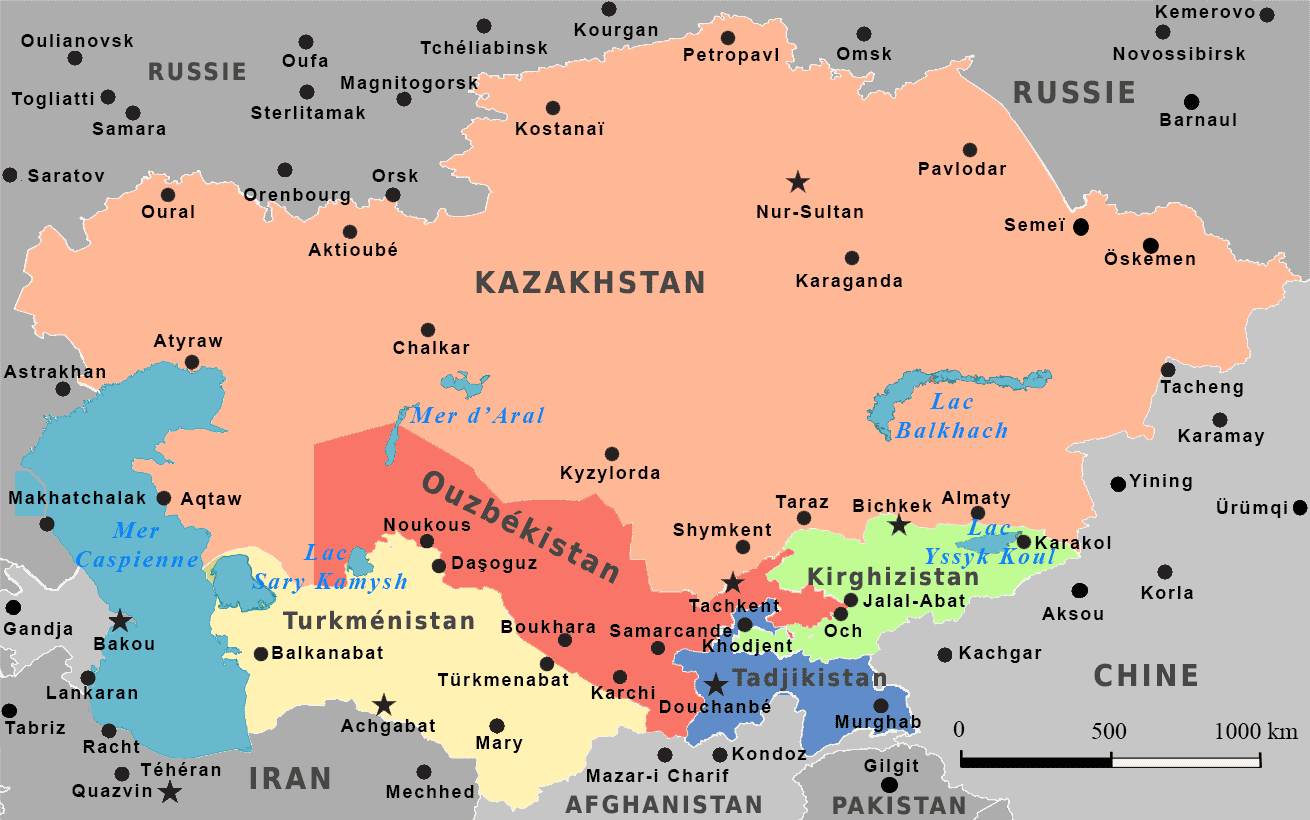
Asie centrale - Carte politique

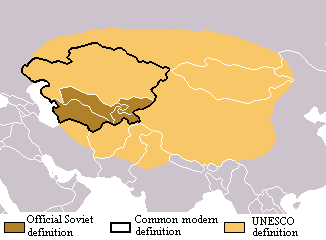
La définition de l'UNESCO de l'Asie centrale.

L'Asie centrale est une sous-région du continent asiatique qui s'étend de la mer Caspienne à l'ouest à la Mongolie à l'est, et de la Russie au nord à l'Iran et l'Afghanistan au sud. Elle regroupe cinq anciennes républiques soviétiques : l'Ouzbékistan, le Kazakhstan, le Kirghizistan, le Tadjikistan et le Turkménistan, ainsi que l'Afghanistan culturellement et historiquement, et certaines parties de l'ouest et du nord de la Chine continentale.

## Géographie
| Pays         | Capitale  |
| ------------ | --------- |
| Ouzbékistan  | Tachkent  |
| Kazakhstan   | Astana    |
| Kirghizistan | Bichkek   |
| Tadjikistan  | Douchanbé |
| Turkménistan | Achgabat  |

Au sens large, l'UNESCO qui définit la région en fonction du climat élargit la zone à :
| Pays                     | Capitale    |
| ------------------------ | ----------- |
| Afghanistan              | Kaboul      |
| Chine (partiellement)    | Pékin       |
| Mongolie                 | Oulan-Bator |
| Iran (partiellement)     | Téhéran     |
| Pakistan (partiellement) | Islamabad   |
| Inde (partiellement)     | New Delhi   |
| Russie (partiellement)   | Moscou      |

Éloignée de toutes les mers, l’Asie centrale a un climat continental, très chaud en été et très froid en hiver (par endroits doux). Sur sa partie septentrionale, de la Volga jusqu’en Mongolie, en passant par le Kazakhstan, s’étend une vaste zone de steppes où le nomadisme pastoral fut le mode de vie le mieux adapté, actuellement en déclin. Cette zone est bordée au nord par la taïga et au sud par des territoires désertiques ou semi-désertiques, avec des oasis. Le Turkménistan est en majeure partie occupé par les déserts du Karakoum (les Sables Noirs) et de Kizilkoum (les Sables rouges). La province chinoise du Xinjiang est constituée de deux dépressions séparées par une chaîne de montagnes (Tian Shan), le bassin du Tarim au sud et le bassin de Dzoungarie au nord. Le désert du Taklamakan occupe presque tout le bassin du Tarim et la Dzoungarie centrale est également désertique. Plus à l’est s’étend le désert de Gobi, qui communique avec le Taklamakan.
Au sud-est de l’Asie centrale, se trouvent les plus hautes montagnes du monde, le Pamir, l’Hindou Kouch et l’Himalaya. Toutes comprennent des sommets à plus de 7 000 mètres d’altitude, de même que le Tian Shan, qui sépare le bassin du Tarim de la Dzoungarie. À moins de passer par la zone des steppes, la traversée de l’Asie centrale nécessite le franchissement de cols situés à plus de 4 000 mètres d’altitude. De ces montagnes descendent des rivières qui permettent la pratique d’une agriculture irriguée.
L'Asie centrale est aux deux tiers constituée de basses terres. Celles-ci s'organisent de manière récurrente en une succession de grands bassins endoréiques. En dépit d'une relative monotonie du relief, ces dépressions – bassins sédimentaires et cuvettes lacustres – offrent néanmoins des paysages assez variés :
- la topographie de la dépression Aralo-Caspienne (2,5 millions de km2), constituée de plaines et plateaux sédimentaires, steppiques à désertiques de faible altitude, converge vers le cœur de l'unité endoréique de la mer d'Aral, dont le fond est situé au-dessous du niveau des mers (−15 m) ;
- développé au sud-est du Kazakhstan et en territoire chinois, le bassin du Balkhach forme une vaste dépression fermée dont les points bas sont occupés par un chapelet de lacs vers 340 mètres d'altitude environ ;
- la superficie du bassin du Tarim est de 570 000 km2 ;
- l'Yssyk Koul est un autre bassin endoréique de la région.

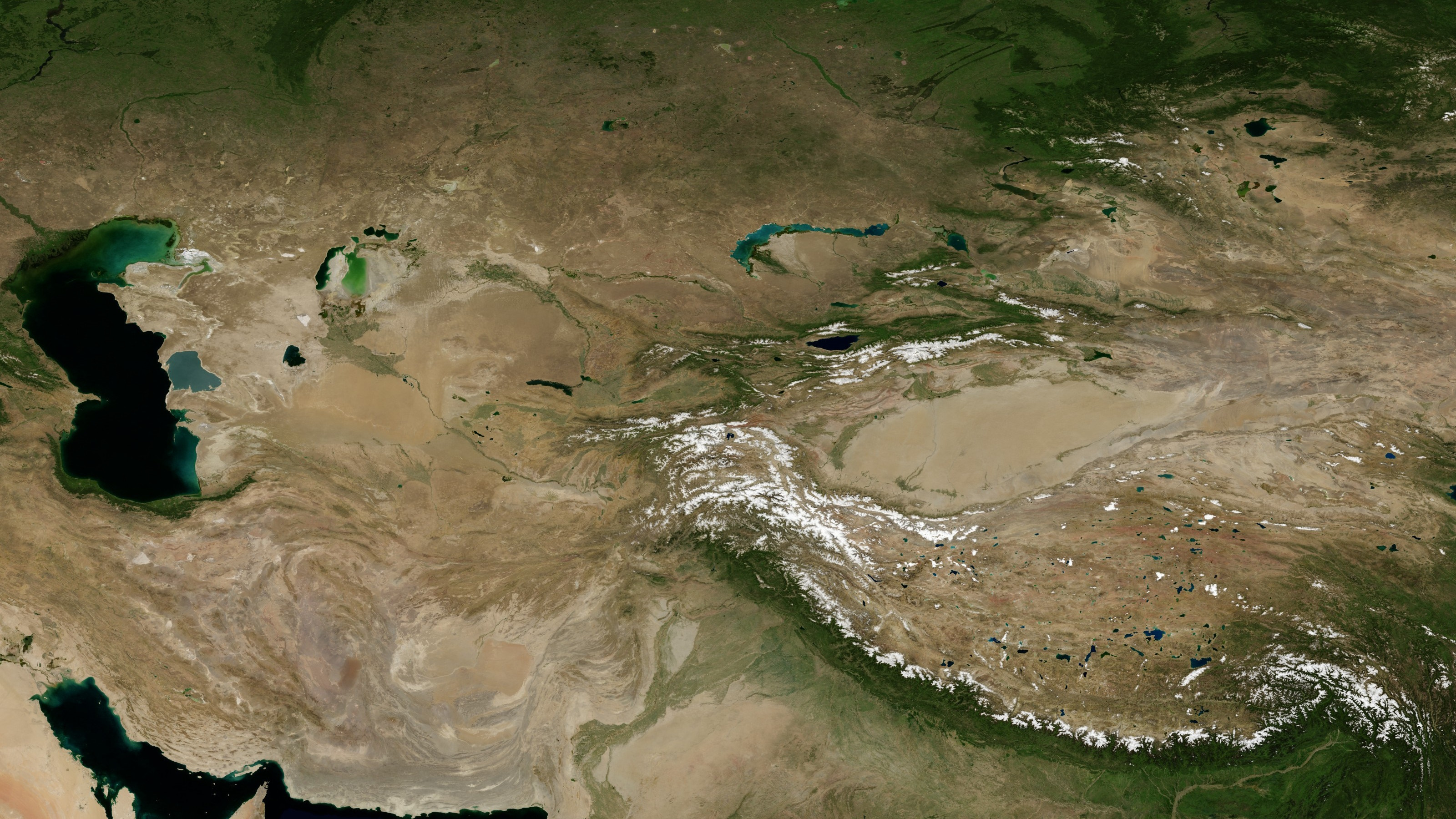
Vue satellite de l'Asie centrale.
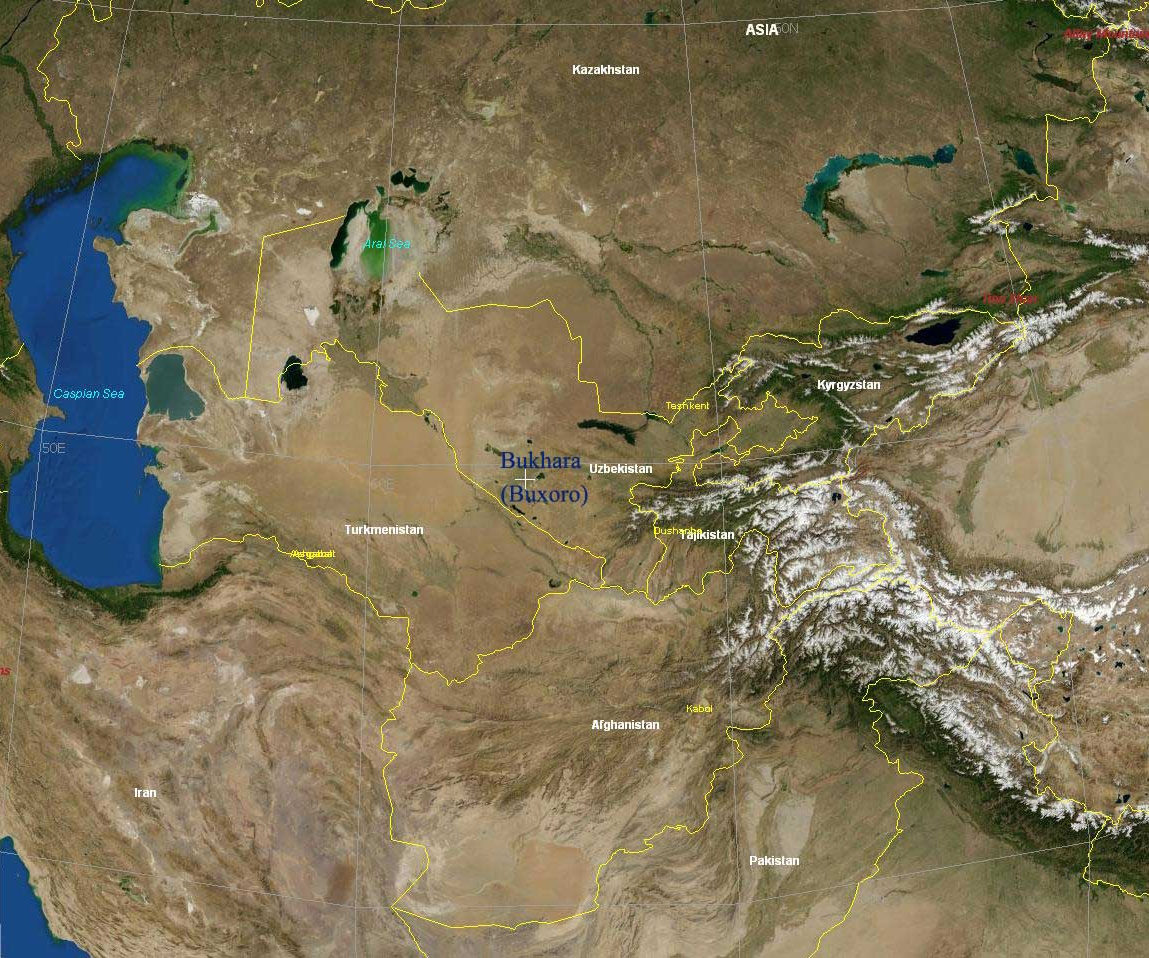
Dépression Aralo-Caspienne.
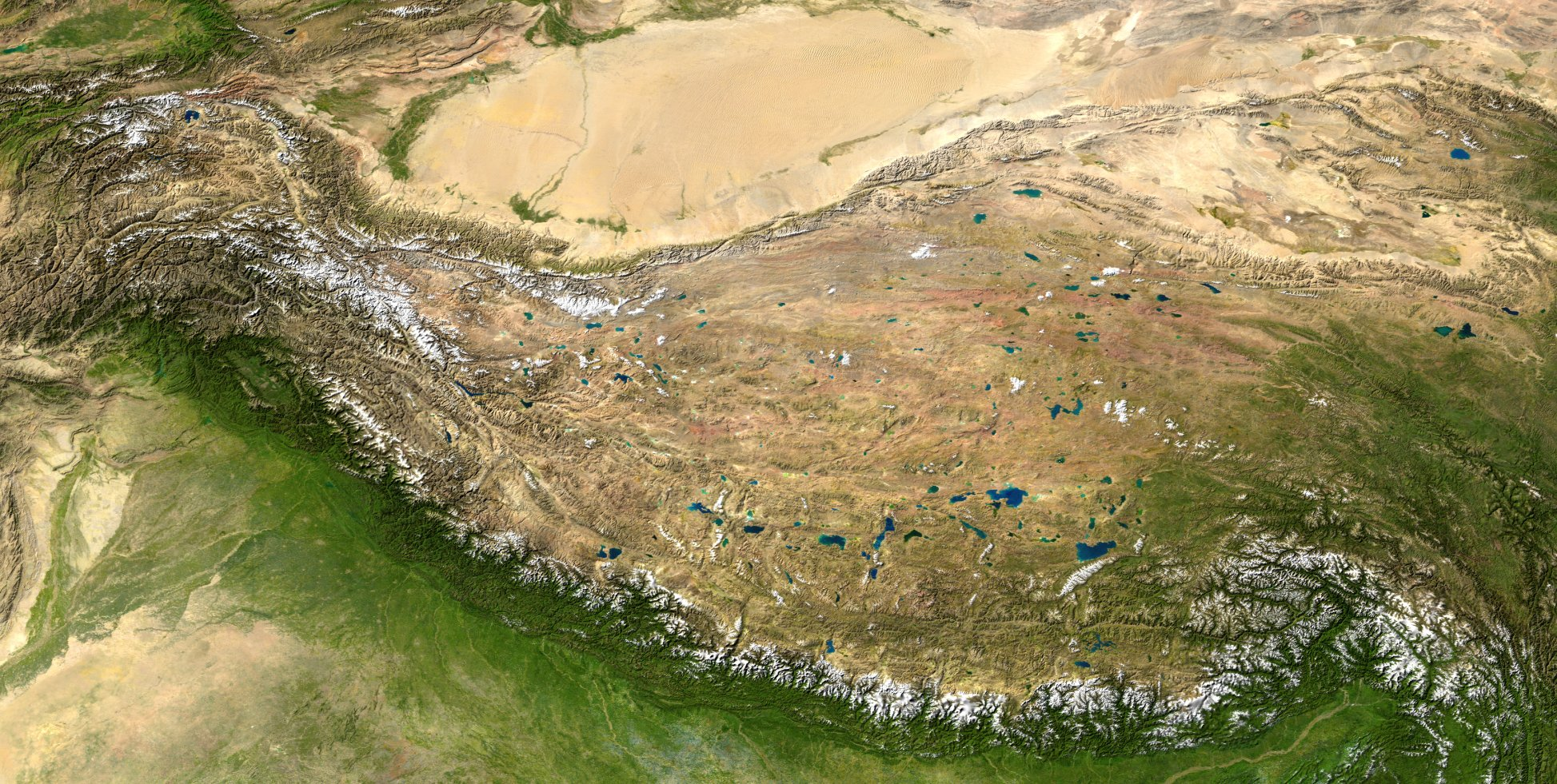
Himalaya et Bassin du Tarim, en son centre, le désert du Taklamakan.

### Ressources en eau

Diagramme climatique de l'Asie centrale.

Une grande partie de l’Asie centrale souffre du manque de précipitations. On peut pratiquer l’agriculture dans les steppes, à condition d’irriguer les champs. La surexploitation agricole (dans le Khwarezm, etc.) et la construction de multiples centrales hydrauliques depuis les années 1960 ont massivement drainé les eaux des fleuves Syr-Daria et Amou-Daria, ce qui a provoqué un fort assèchement de la mer d'Aral, une véritable catastrophe écologique.
La monoculture du coton, imposée du temps de la planification de l'Union soviétique, s'est poursuivie à la suite de son effondrement. Le coton est très gourmand en eau, et sa culture massive est à l'origine de catastrophes environnementale, avec notamment l'assèchement de la mer d'Aral.
Du temps de l'Union soviétique, la gestion de l'eau était planifiée. L'eau était libérée en été pour servir à l'agriculture et à la production d'électricité, par contre en hiver l'eau restait dans les barrages et des hydrocarbures étaient fournis pour les besoins énergétiques de l'amont. À la suite de la dislocation de l'URSS, l'eau est source de tensions entre les États d'Asie centrale. Le Kirghizistan et le Tadjikistan sont situés en amont, disposent de glaciers et d'importantes ressources en eau, mais pas d'hydrocarbures et sont les pays les plus pauvres. Ils souhaitent obtenir leur autonomie énergétique et exporter l'électricité produite en construisant de grands barrages. En aval, Kazakhstan, Ouzbékistan et Turkménistan dépendent de l'eau des deux pays en amont : au Kazakhstan, 42 % de l'eau provient de l'étranger, 77 % pour l'Ouzbékistan et 94 % pour le Turkménistan. L'Ouzbékistan faisait en 2012 régulièrement pression en suspendant ses livraisons de gaz aux pays en amont,.
Les barrages situés en Asie centrale sont notamment : le barrage de Kambaratinsk, le barrage de Nourek, le barrage de Rogoun et le barrage de Toktogul.
Liste des prélèvement d'eau douce par pays (année 2000) basée sur The World Factbook.
| Pays         | Prélèvements totaux (km³/an) | Prélèvements domestiques (%) | Prélèvements industriels (%) | Prélèvements agricoles (%) | Prélèvements par personne (m³/an) |
| ------------ | ---------------------------- | ---------------------------- | ---------------------------- | -------------------------- | --------------------------------- |
| Kazakhstan   | 35                           | 2                            | 17                           | 82                         | 2 360                             |
| Kirghizistan | 10,08                        | 3                            | 3                            | 94                         | 1 916                             |
| Ouzbékistan  | 58,34                        | 5                            | 2                            | 93                         | 2 194                             |
| Tadjikistan  | 11,96                        | 4                            | 5                            | 92                         | 1 837                             |
| Turkménistan | 24,65                        | 2                            | 1                            | 98                         | 5 104                             |

### Changement climatique
L'Asie centrale est particulièrement vulnérable au réchauffement climatique. Plus de 60% de cette région du monde a un climat sec et la température moyenne y a augmenté de cinq degrés en quelques décennies ; la fréquence et la durée des périodes de sécheresse et la température y augmentant, diminuant donc les ressources en eau. La zone devient rapidement l'un des endroits les plus chauds et les plus secs de la planète, ce qui menace de nombreuses espèces, leurs biotopes, et des cultures sont régulièrement ravagées par la sécheresse. 
En 2020, Au rythme actuel du changement climatique, les écosystèmes régionaux disparaitront en grande partie.
En 2022, une nouvelle évaluation du climat, rapporté par la revue Nature confirme que depuis les années 1980, la zone de climats désertiques s'est étendue au nord jusqu'à 100 kilomètres dans certaines parties de l'Asie centrale et que dans les 35 années précédentes, les températures se sont élevées dans toute l'Asie centrale, les régions montagneuses y devenant plus chaudes et plus humides, avec un recul de certains glaciers majeurs.
Le recul des glaciers a commencé au Tadjikistan, 30 % d'entre eux pourraient avoir disparu d'ici 2050, ce qui conduirait à une diminution de 40 % du débit de l'Amou Daria. La fonte des glaces provoque une hausse temporaire des débits des fleuves et des inondations.
Hu et le climatologue Zihang Han distinguent 11 types de climat en Asie centrale (d'après la température de l'air et les précipitations mesurées de 1960 à 2020) ; depuis la fin des années 1980, le désert avance vers l'est et le nord (jusqu'à 100 kilomètres dans le nord de l'Ouzbékistan et du Kirghizistan, dans le sud du Kazakhstan et autour du bassin de Junggar, avec des effets secondaires en cascades sur les zones climatiques adjacentes qui s'assèchent aussi. Les températures moyennes annuelles ont gagné au moins 5 °C de 1990 à 2020 (par rapport à 1960-1979) dans plusieurs régions avec des étés plus secs et des précipitations plus concentrées sur l'hiver.
Selon Jeffrey Dukes, "Cela va avoir des conséquences sur des choses comme les animaux de pâturage qui dépendent de la steppe ou des prairies. Dans certaines régions, de longues périodes de sécheresse réduiront la productivité de la terre jusqu'à ce qu'elle devienne un sol "mort".
Seules les montagnes de chaîne du Tian Shan (nord-ouest de la Chine) deviennent plus humides (mais aussi plus chaudes, la pluie y remplaçant alors la neige en modifiant le cycle de l'eau : la fonte des glaciers accélère, ils ne reconstitueront plus leurs pertes de glace, au détriment des cultures en aval à long terme selon Troy Sternberg géographe à l'Université d'Oxford, qui estime qu'alors que l'exploitation minière et l'agriculture contribuent aussi à la désertification, et aggravent les tempêtes de poussière et les effets de vagues de chaleur ; les gouvernements d'Asie centrale devraient encourager une agriculture et une urbanisation plus "soutenable".

## Histoire

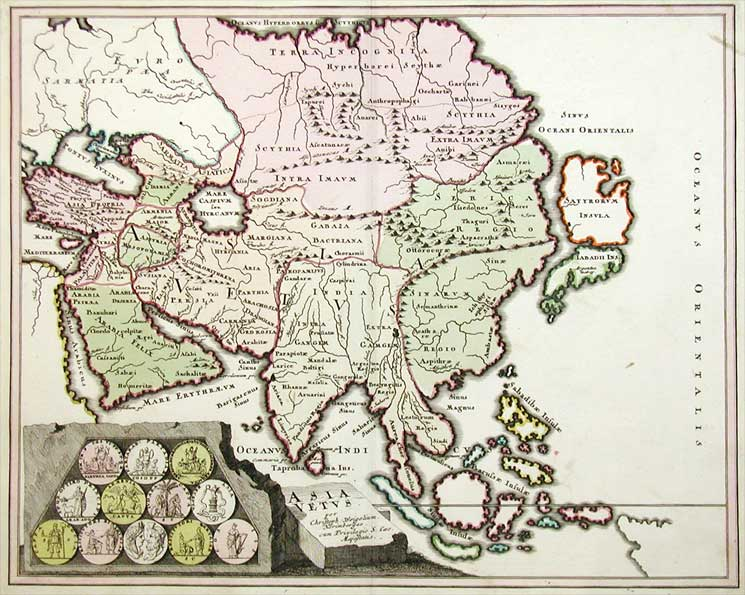
Carte de Christoph Weigel (Nuremberg) représentant l'Asie centrale datant de 1719.

Le néolithique de l'Asie centrale remonte à une période reculée, puisqu'on trouve des communautés d'agriculteurs sédentaires dès le VIIe millénaire av. J.-C. dans la région du Kopet-Dagh : c'est la culture de Djeitun. La culture de Namazga, représentée sur les sites de Namazga-depe, Anau et Altyn-depe, lui succède entre les VIe millénaire av. J.-C. et IIIe millénaire av. J.-C.
L’Asie centrale constitue un véritable carrefour des civilisations. Ses plus anciens habitants identifiés clairement sont des peuples indo-européens venus de l’ouest. Il s’agit des Tokhariens, qui ont vécu dans le bassin du Tarim au moins depuis l’an -2000, puis des Iraniens, qui ont occupé durant le Ier millénaire avant l'ère chrétienne toute l’Asie centrale, à l’exception du bassin du Tarim oriental et de la Mongolie. On peut également citer les Indo-Aryens, proches parents des Iraniens. Ils ont vécu en Bactriane aux alentours de l’an -2000 avant de conquérir l’Inde du Nord, à partir de -1700. Il faut sans doute voir en eux les représentants de la culture du complexe archéologique bactro-margien (Bactro-margian archeological complex, BMAC). Plus au nord, la culture d'Andronovo s'épanouit à cette même époque.
Les régions connues des anciens Grecs étaient la Bactriane, à cheval entre l’Ouzbékistan et l’Afghanistan, la Sogdiane, autour de Samarcande, et la Chorasmie (ou Khwarezm) au sud de la mer d'Aral. Tous ces noms sont d’origine iranienne.
Dans ces trois régions, il a existé depuis une époque très reculée des civilisations sédentaires, dont les fondateurs ne sont pas identifiés. En s’installant dans ces régions, les Indo-Aryens, puis les Iraniens, ont sans doute adopté en partie le mode de vie des autochtones, qui étaient sédentaires et s’adonnaient à l’agriculture et au commerce. Un peuple iranien, les Sogdiens, a notamment fondé la cité de Samarcande, dont la beauté a été remarquée par Alexandre le Grand. Plus au nord, les Iraniens étaient nomades. Ils sont connus sous le nom de Saces et ils occupaient en particulier tout le Kazakhstan et le nord de l’Ouzbékistan. Ils ont laissé des tombes qui datent du Ier millénaire av. J.-C.
L’opposition entre les nomades et les sédentaires est une constante de l'histoire de l’Asie centrale. Les nomades, de caractère guerrier, effectuaient des razzias qui obligeaient les sédentaires à se retrancher derrière des fortifications. Ils se regroupaient parfois en empires qui étaient capables de faire des terribles ravages.
Les Tokhariens, sans doute originellement nomades, se sont sédentarisés dans le bassin du Tarim au moins dès l'an -500 et ont adopté une agriculture irriguée. D’autres Tokhariens, qui vivaient dans l’ouest du Gansu, sont restés nomades et ont fondé le premier empire connu de l’Asie centrale. Ils étaient appelés Yuezhi par les Chinois.

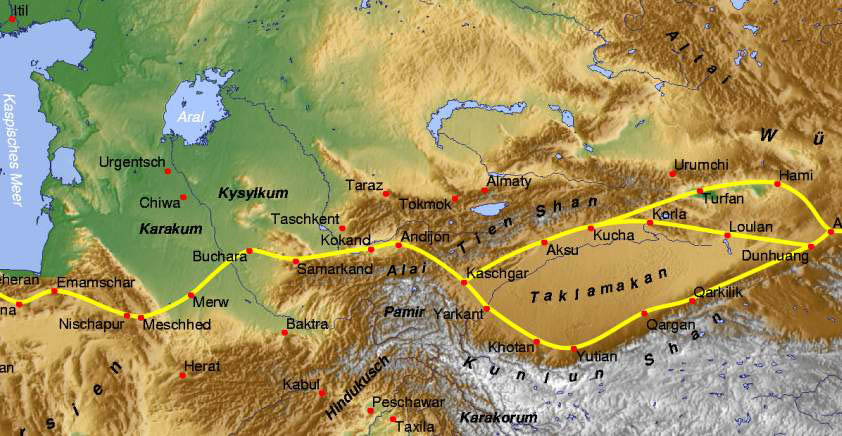
Route de la soie passant par la Transoxiane
Cette carte montre les anciennes limites de la mer d'Aral.

La route de la soie traversait l’Asie centrale. On dit souvent qu’elle a été ouverte au Ier siècle av. J.-C., ce qui est inexact. La présence de soie chinoise est attestée en Bactriane dès l’an -1500. En 1918, on a trouvé en Dzoungarie des monnaies datant du IIIe siècle av. J.-C. et provenant de Panticapée, ville grecque située à l’est de la Crimée. La vérité est que l’Asie centrale est une terre d’échanges depuis des temps immémoriaux.
À partir des derniers siècles av. J.-C., l’histoire de l’Asie centrale est marquée par l’avancée de nomades mongoloïdes, originaire de la Sibérie et de la Mongolie orientale, qui assimilent peu à peu les Indo-Européens ou les font reculer. C'est ainsi qu’entre -174 et -161, les Xiongnu obligent les Yuezhi à quitter le Gansu. Une deuxième étape très importante est la fondation de l’empire des Tujue, en 552, qui soumet rapidement presque toute l’Asie centrale, jusqu’en Sogdiane et en Bactriane.
Les Tujue sont suivis en 744 par les Ouïgours, de langue également turque. Une offensive des Kirghiz, un autre peuple turc, les oblige en 840 à évacuer la Mongolie. Ils se dirigent vers le Gansu et le bassin du Tarim, où ils assimilent les Tokhariens. À l’ouest de l’Asie centrale, le huitième siècle est marqué par l’arrivée des Arabes, qui y apportent l’islam. Ils font disparaître une religion iranienne fondée probablement en Bactriane, le zoroastrisme, ainsi que le bouddhisme, arrivé en Asie centrale au début de l'ère chrétienne. Plus que les Sogdiens et les Bactriens, les Tokhariens étaient devenus des bouddhistes fervents. À leur arrivée dans le bassin du Tarim, les Ouïgours se convertirent au bouddhisme, mais peu après, ils devinrent musulmans comme presque tous les peuples turcs.
Le manichéisme et le christianisme nestorien ont également fleuri en Asie centrale au Moyen Âge. Le khan des Ouïgours se convertit au manichéisme après avoir pris Chang'an (Xi'an) en 762, et de précieux manuscrits datant de la fin du Ier millénaire ont été trouvés au Xinjiang et au Gansu, au nord-ouest de la Chine : superbes enluminures de Qoco près de Tourfan, importants textes religieux découverts par le sinologue Paul Pelliot dans les grottes de Mogao près de Dunhuang. De son côté, le nestorianisme atteignit la Mongolie et la Chine et plusieurs princesses de la famille de Gengis Khan étaient nestoriennes ; au XIVe siècle, on trouve encore un évêché nestorien à Kachgar, capitale historique du Xinjiang et, en 1289, le khan mongol de Perse (ilkhan) Arghoun envoie le moine ouïgour nestorien Rabban Bar Sauma en ambassade auprès de Philippe IV le Bel et du roi d'Angleterre Édouard Ier avec une missive qui envisageait une attaque conjointe contre les Mamelouks.
C’est au début du IIe millénaire que des tribus turques atteignirent l’Asie mineure, où l’on parlait alors le grec. Ce territoire deviendra la Turquie. À cette même époque, des tribus mongoles occupèrent l’actuelle Mongolie. Leur unification fut l’œuvre de Gengis Khan, qui fonda le plus grand empire que l’humanité ait connu. Toutefois, cet empire ne dura pas longtemps et la langue mongole ne parvint à s’imposer dans aucun territoire conquis. Tout au contraire, la langue turque était durablement installée dans la majeure partie de l’Asie centrale.
Les peuples turcs actuels (Kirghiz, Ouzbeks, Kazakhs, Turkmènes et Ouïgours) ne sont arrivés qu’à une date assez récente. Les Ouzbeks, par exemple, se sont installés en Ouzbékistan à partir du XVe siècle. Ils ont dû affronter les descendants de Tamerlan, dernier grand conquérant de l’Asie centrale, qui était également un Turc. Les Ouïgours actuels ne parlent pas la langue de leurs ancêtres installés au Xinjiang après l’an 840, mais celle des Ouzbeks.
De la langue sogdienne, il ne reste plus qu’un dialecte parlé dans quelques villages, sur les rives de la rivière Yaghnob. Elle a cependant donné beaucoup de vocabulaire au persan moderne. Le tadjik est une variante du persan moderne. Il reste une autre langue iranienne en Asie centrale, le pachto, parlé dans une partie de l’Afghanistan, ainsi que quelques dialectes archaïques utilisés par de petites ethnies, comme le wakhi.
Dans l'URSS, les républiques musulmanes d'Asie centrale étaient des créations artificielles de Staline, qui ont été découpées sans tenir compte des réalités géographiques ou ethniques.

## Démographie

Composition ethnolinguistique de l'Asie centrale, selon des données de 1992.

En 2022, la population de l'Asie centrale est d'environ 74 millions d'habitants (34 millions en Ouzbékistan, 19 millions au Kazakhstan, 9 millions au Tadjikistan, 6 millions au Kirghizistan et 6 millions au Turkménistan).
En 2015, l'Asie centrale comptait une densité de population de 17 habitants par kilomètre carré.
Les principaux groupes ethniques d'Asie centrale sont :
- les Ouzbeks (turcophones) ;
- les Kazakhs (turcophones) ;
- les Tadjiks (iranophones) ;
- les Kirghizes (turcophones) ;
- les Turkmènes (turcophones) ;
- les Ouïgours (turcophones) ;
- les Russes (slavophones).

La religion principale est l'islam sunnite.